# Abu Sa'id Mirza
Abū Saʿīd Mirza (Samarcanda, 1424 – Herat, 1469) è stato un sovrano persiano dell'impero timuride regnando su Transoxiana, Grande Khorasan e sud della regione del mar Caspio, che oggi è parte di Turkmenistan, Kazakistan, Uzbekistan, Iran, Azerbaigian e Afghanistan.

## Biografia
Abū Saʿīd era il pronipote di Tamerlano, nipote di Miran Shah (suo nonno) e di Ulugh Beg (suo zio) e il nonno di Babur, figlio di suo figlio Umar Sheikh Mirza, il fondatore dell'impero Moghul in Asia del Sud. Da giovane la sua ascendenza fece di lui il cardine nella lotta secolare per quanto rimaneva dell'impero di Tamerlano tra i discendenti di Tamerlano, gli Kara Koyunlu e gli Ak Koyunlu (1405-1510).
Radunò un esercito, ma non riuscì a prendere Samarcanda o Bukhara (1448-1449) e si stabilì a  Yasi  conquistando gran parte del Turkestan nel 1450. Nel giugno del 1451 conquistò Samarcanda con, l'aiuto degli  uzbeki turchi sotto Abul-Khayr Khan, assicurandosi così il dominio della parte orientale dell'impero di Tamerlano, la Transoxiana. Combatté una guerra inconcludente contro Mirza Abul-Qasim Babur bin Baysonqor del  Khorasan nel 1454 e approfittò della cattura di suo cugino Jahan Shah di Herat nel 1457 per conquistare la città nel 1458, acquisendo così il resto del cuore dell'impero di Tamerlano e diventare il più potente dei principi timuridi nel centro dell'Asia. Sconfisse un'alleanza di altri tre principi timuridi nella  Battaglia di Sarakhs, nel marzo 1459, e conquistò l'Iran orientale e la maggior parte dell'Afghanistan a partire dal 1461, accordandosi con Jahan Shah per dividersi tra loro l'Iran; quando il capo turcomanno Uzun Hasan attaccò e uccise Jahan Shah, Abu Sa'id respinse l'offerta di pace di Uzun Hasan e rispose alle richiesta di aiuto del figlio di Shah Jahan.
L'11 febbraio 1469 venne catturato da Uzun Hasan nella sfortunata Battaglia di Qarabagh (nel moderno Azerbaigian) durante una campagna contro Ak Koyunlu, e consegnato a Yadgar Muhammad Mirza il 17 febbraio 1469, che lo fece giustiziare, apparentemente come ripicca per l'esecuzione, da parte di Abu Sa'id, della nonna di Yadgar Muhammad Mirza regina Gawhar Shad che aveva complottato contro di lui.
Abu Sa'id aveva realizzato diverse alleanze politiche durante il suo regno, comprese quelle con gli uzbeki, i Kara Koyunlu turkmeni e diverse figure Sufi. Cercò anche di dare sostegno al santuario di Khwaja Ahmad Yasavi a Yasi.